# Jim Whitley
Jim Whitley (Ndola, 14 aprile 1975) è un ex calciatore zambiano naturalizzato nordirlandese, di ruolo centrocampista.

## Biografia
È fratello dell'ex calciatore Jeff Whitley.

## Statistiche

### Cronologia presenze e reti in nazionale
| Cronologia completa delle presenze e delle reti in nazionale ― Irlanda del Nord | Cronologia completa delle presenze e delle reti in nazionale ― Irlanda del Nord | Cronologia completa delle presenze e delle reti in nazionale ― Irlanda del Nord | Cronologia completa delle presenze e delle reti in nazionale ― Irlanda del Nord | Cronologia completa delle presenze e delle reti in nazionale ― Irlanda del Nord | Cronologia completa delle presenze e delle reti in nazionale ― Irlanda del Nord | Cronologia completa delle presenze e delle reti in nazionale ― Irlanda del Nord | Cronologia completa delle presenze e delle reti in nazionale ― Irlanda del Nord |
| Data                                                                            | Città                                                                           | In casa                                                                         | Risultato                                                                       | Ospiti                                                                          | Competizione                                                                    | Reti                                                                            | Note                                                                            |
| ------------------------------------------------------------------------------- | ------------------------------------------------------------------------------- | ------------------------------------------------------------------------------- | ------------------------------------------------------------------------------- | ------------------------------------------------------------------------------- | ------------------------------------------------------------------------------- | ------------------------------------------------------------------------------- | ------------------------------------------------------------------------------- |
| 3-6-1998                                                                        | Santander                                                                       | Spagna                                                                          | 4 – 1                                                                           | Irlanda del Nord                                                                | Amichevole                                                                      | -                                                                               |                                                                                 |
| 5-9-1998                                                                        | Istanbul                                                                        | Turchia                                                                         | 3 – 0                                                                           | Irlanda del Nord                                                                | Qual. Euro 2000                                                                 | -                                                                               | 73’                                                                             |
| 9-10-1998                                                                       | Belfast                                                                         | Irlanda del Nord                                                                | 1 – 0                                                                           | Finlandia                                                                       | Qual. Euro 2000                                                                 | -                                                                               | 79’                                                                             |
| Totale                                                                          |                                                                                 | Presenze                                                                        | 3                                                                               |                                                                                 | Reti                                                                            | 0                                                                               |                                                                                 |